# Żagiew
A Żagiew ("Fáklya"), más néven Zsidó Szabadság Gárda egy zsidókból álló nácikollaboráns provokátor-ügynöki szervezet volt a náci Németország által megszállt Lengyelországban, melyet a németek hoztak létre és finanszíroztak. Vezetője Abraham Gancwajch volt. A Żagiew sok tagja a szintén Gancwajch által irányított 13-as Csoport nevű nácikollaboráns zsidó szervezetből került ki. A náciknak Lengyelországban több mint ezer zsidó titkosügynöke volt, és ezek egy részének Gestapo-tartótisztjeik engedélyezték lőfegyver birtoklását.
A szervezet elsősorban a varsói gettó területén működött. Fő feladata a zsidó ellenállásba való beépülés és a Főkormányzóság területén zsidókat segítő és bújtató lengyel ellenállással való kapcsolatainak feltárása volt. A szervezet mindkét fronton jelentős kárt tudott okozni. A Żagiew ügynökei közreműködtek a varsói „Hotel Polski”-ügy megszervezésében is, melynek keretében a németek több ezer gazdag zsidót csaltak lépre dél-amerikai kivándorlás hamis ígéretével, majd kifosztották őket és többségüket meggyilkolták.

## Fordítás
- Ez a szócikk részben vagy egészben  a(z)   Żagiew című angol Wikipédia-szócikk ezen változatának fordításán alapul.  Az eredeti cikk szerkesztőit annak laptörténete sorolja fel. Ez a jelzés csupán a megfogalmazás eredetét és a szerzői jogokat jelzi, nem szolgál a cikkben szereplő információk forrásmegjelöléseként.